# Agustín Sancho
Agustín Sancho Agustina (Benlloch, 18 de julho de 1896 - 25 de agosto de 1960) foi um futebolista profissional espanhol, medalhista olímpico.
Agustín Sancho  representou seu país nos Jogos Olímpicos de Verão de 1920, na Antuérpia, ganhando a medalha de prata.